# Loxosceles lacroixi
Loxosceles lacroixi là một loài nhện trong họ Sicariidae.
Loài này thuộc chi Loxosceles. Loxosceles lacroixi được miêu tả năm 1941 bởi Millot.